# Punta di Mottiscia
Punta di Mottiscia (niem. Hillehorn) – szczyt w Alpach Lepontyńskich, części Alp Zachodnich. Leży w Szwajcarii w kantonie Valais blisko granicy z Włochami. Należy do podgrupy Alpy Monte Leone – Świętego Gotarda. Można go zdobyć ze schroniska Bortelhütte (2113 m) po stronie szwajcarskiej lub Rifugio Città di Arona (1760 m) po stronie włoskiej.